# Brick
Brick (A Ponta de um Crime, no Brasil) é um filme de suspense escrito e dirigido por Rian Johnson. Estrelado por Joseph Gordon-Levitt.

## Elenco
- Joseph Gordon-Levitt - Brendan Frye
- Nora Zehetner - Laura
- Lukas Haas - The Pin
- Noah Fleiss - Tugger
- Matt O'Leary - The Brain
- Emilie de Ravin - Emily
- Noah Segan - Dode
- Richard Roundtree - Assistant V.P. Trueman
- Meagan Good - Kara
- Brian J. White - Brad Bramish
- Jonathan Cauff - Biff
- Reedy Gibbs - Pin's Mom
- Lucas Babin - Big Stoner
- Tracy Wilcoxen - Straggler
- Ari Welkom - Tangels